# Кинг (Висконсин)
Кинг (енгл. King) насељено је место без административног статуса у америчкој савезној држави Висконсин.

## Демографија
По попису из 2010. године број становника је 1.750.
| Група             | 2000.    | 2010.         |
| Белци             | 0 (0,0%) | 1.690 (96,6%) |
| Афроамериканци    | 0 (0,0%) | 8 (0,5%)      |
| Азијати           | 0 (0,0%) | 4 (0,2%)      |
| Хиспаноамериканци | 0 (0,0%) | 35 (2,0%)     |
| Укупно            | 0        | 1.750         |